# August Sigismund Schultze

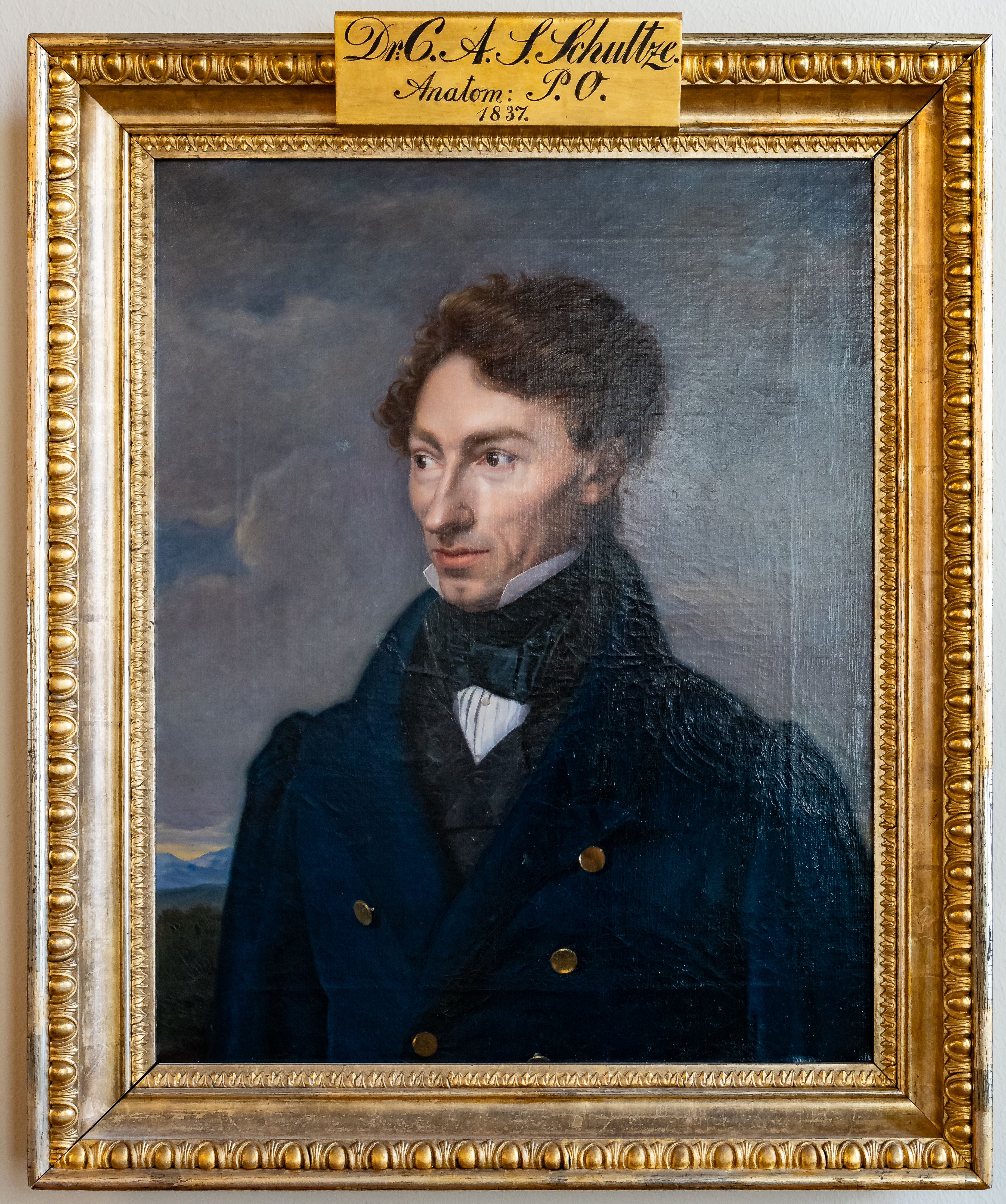
August Sigismund Schulze, 1837. Gemälde von Wilhelm Titel in der Greifswalder Professorengalerie

August Sigismund Schultze (* 28. April 1833 in Greifswald; † 1. November 1918 in Straßburg) war ein deutscher Jurist und Hochschullehrer an der Universität Straßburg.

## Leben
Schultze stammte aus einer Gelehrtenfamilie. Sein Vater Karl Schultze und seine Brüder Bernhard Sigmund Schultze und Max Schultze waren Mediziner und Hochschullehrer. Über Schultzes Studienzeit ist bisher nichts bekannt. Seine Berufslaufbahn begann er als Richter. 1872 erhielt er einen Ruf an die Universität Straßburg, dem er folgte. Zu Schultzes bekannten Schülern gehören Friedrich Lent und der Zivilrechtler Wilhelm Kisch.
Schultzes Schriften beinhalten vor allem den wissenschaftlichen Diskurs über  Zivilprozessrecht. So forschte er beispielsweise über die Nebenintervention und das Beweisrecht im Zivilprozess sowie die Wechselbeziehungen zwischen materiellem Recht und Prozessrecht. In weiteren wissenschaftlichen Arbeiten setzte sich Schultze mit Fragen des Konkursrechts und mit strafrechtlichen und völkerrechtlichen
Fragen auseinander.
Zu seinem 70. Geburtstag wurde Schultze mit einer Festschrift geehrt.

## Werke
- Die Verleitung zum falschen Eid als selbständiges Verbrechen mit Bezug auf § 139 des Entwurfs eines Strafgesetzbuchs für den Norddeutschen Bund und § 130 des Preussischen Strafgesetzbuchs. Berlin 1870.
- Die sogenannte Nebenintervention im Zivilprozeß. Berlin 1880.
- Das deutsche Konkursrecht in seinen juristischen Grundlagen. Weidmannsche Buchhandlung, Berlin 1880; mpier.mpg.de
- Privatrecht und Prozeß in ihren Wechselbeziehungen. Band 1. Freiburg 1883.
- Über die Beweisbedeutung der Privaturkunde für schriftliche Willenserklärungen nach der deutschen Civilprozessordnung. 1890.
- Zivilprozeßrechtsfälle ohne Entscheidungen. Jena 1891.
- Zur Lehre vom Urkundenbeweise. 1894.
- Zur neuen deutschen Civilprozessordnung. 1901.
- Völkerrecht. 1901.
- Der sogenannte Verständigungsfriede im Lichte des Völkerrechts. 1918.